# Litijum nikl mangan kobaltni oksidi
Litijum nikl mangan kobaltni oksidi (skraćeno NMC, Li-NMC, LNMC, ili NCM) su mešani metalni oksidi litijuma, nikla, mangana i kobalta sa opštom formulom LiNixMnyCo1-x-yO2. Ovi materijali se obično koriste u litijum-jonskim baterijama za mobilne uređaje i električna vozila, delujući kao pozitivno naelektrisana katoda.
Postoji poseban interes za optimizaciju NMC-a za aplikacije u električnim vozilima zbog velike gustine energije materijala i radnog napona. Smanjenje sadržaja kobalta u NMC-u je takođe jedan od ciljeva, zbog etičkih problema sa iskopavanjem kobalta i visoke cene metala. Štaviše, povećan sadržaj nikla obezbeđuje veći kapacitet u okviru stabilnog radnog perioda.

## Struktura
NMC materijali imaju slojevitu strukturu sličnu individualnom jedinjenju metalnog oksida litijum kobalt oksidu (LiCoO2). Litijumski joni se interkaliraju između slojeva nakon pražnjenja, ostajući između ravni rešetke sve dok se baterija ne napune, u kom trenutku se litijum deinterkalira i kreće ka anodi.
Tačke u faznom dijagramu čvrstog rastvora između krajnjih članova LiCoO2, LiMnO2, i LiNiO2 predstavljaju stehiometrijske NMC katode. Tri broja odmah iza NMC skraćenice označavaju relativnu stehiometriju tri definišuća metala. Na primer, molarni sastav NMC od 33% nikla, 33% mangana i 33% kobalta bio bi skraćene označen sa NMC111 (takođe NMC333 ili NCM333) i imao bi hemijsku formulu LiNi 0.33Mn0.33Co 0.33O2. Kompozicija od 50% nikla, 30% mangana i 20% kobalta bi se nazvala NMC532 (ili NCM523) i imala bi formulu LiNi0.5Mn0.3Co0.2O2. Druge uobičajene kompozicije su NMC622 i NMC811. Opšti sadržaj litijuma obično ostaje oko 1:1 sa ukupnim sadržajem prelaznog metala, pri čemu komercijalni NMC uzorci obično sadrže manje od 5% viška litijuma.
Za NMC111, idealna oksidaciona stanja za raspodelu naelektrisanja su Mn4+, Co3+, i Ni2+. Kobalt i nikl se delimično oksiduju do Co4+ i Ni4+ tokom punjenja, dok Mn4+ ostaje neaktivan i održava strukturnu stabilnost. Modifikovanje stehiometrije prelaznog metala menja svojstva materijala, obezbeđujući način za prilagođavanje performansi katode. Najvažnije, povećanje sadržaja nikla u NMC-u povećava njegov početni kapacitet pražnjenja, ali smanjuje njegovu termičku stabilnost i zadržavanje kapaciteta. Povećanje sadržaja kobalta dolazi po cenu zamene nikla više energije ili hemijski stabilnog mangana, a istovremeno je skupo. Kiseonik može da se generiše iz metalnog oksida na 300 °C kada se potpuno isprazni, degradirajući rešetku. Veći sadržaj nikla smanjuje temperaturu stvaranja kiseonika dok takođe povećava proizvodnju toplote tokom rada baterije. Mešanje katjona, proces u kome Li+ zamenjuje Ni2+ jone u rešetki, takođe se povećava kako se povećava koncentracija nikla. Slična veličina Ni2+ (0.69 Å) i Li+ (0.76 Å) olakšava mešanje katjona. Izmeštanje nikla iz slojevite strukture može da promeni karakteristike vezivanja materijala, formirajući nepoželjne faze i snižavajući njegov kapacitet.

## Literatura
- Giles Parkinson (2019-08-12). „Alinta sees sub 5-year payback for unsubsidised big battery at Newman”. RenewEconomy (на језику: енглески).
- „Energy Storage Solution Provider” (PDF) (на језику: енглески). Архивирано из оригинала (PDF) 2020-02-23. г. Приступљено 2020-03-01.